# Asociación Civil Deportivo Lara "B"
La Asociación Civil Deportivo Lara "B", fue un club de fútbol de Venezuela filial de la Asociación Civil Deportivo Lara.

## Participaciones en los Torneos Profesionales de FVF
Fue invitado a participar en la Segunda División B Venezolana 2010/11, tomando parte del Grupo Occidental. Comenzó aquella temporada con el Torneo Apertura 2010 donde la filial lograría dominar el Grupo Occidental, logrando 26 puntos, manteniéndose invicto, y recibiendo apenas 10 goles durante todo el semestre; disputaría la serie final junto a Deportivo Anzoátegui B y Arroceros de Calabozo (Primeros lugares de los grupos Oriental y Central, respectivamente), siendo la filial anzoatiguense la campeona del torneo. En el Clausura 2011, termina en la 3.ª casilla, con un total de 13 puntos en 8 partidos, producto de 3 victorias, 4 empates y solo 1 derrota. Culminó 1.º en la tabla acumulada del Grupo Occidental, con 39 puntos y sólo 1 derrota en toda la temporada, logrando permanecer en la categoría para la temporada siguiente.
Juega directamente en la Segunda División la temporada siguiente Segunda División Venezolana 2011/12 tras ser invitado, tomando parte en el Grupo Central. En el Apertura 2011, la filial termina en la sexta posición del Grupo Central, con 16 unidades en 14 partidos, con lo cual pasa a jugar el segundo torneo de la temporada, el Torneo de Permanencia 2012 con elencos de la Segunda División B de Venezuela. En el Torneo de Permanencia 2012 vuelve a formar parte del Grupo Central, donde termina 3.º con un total de 28 unidades en 16 partidos, logrando así su permanencia en la Segunda División para la temporada siguiente.
No participó en la 2012-2013 de la Segunda División de Venezuela debido a problemas económicos del ACD Lara que llevaron a la desaparición de la filial. Su cupo en la Segunda División Venezolana 2012/13 fue tomado por el Deportivo Táchira "B".
- Datos: Q8347073